# Melex
Melex ist ein polnischer Hersteller von Fahrzeugen mit elektrischem Antrieb.

## Beschreibung
Das in Mielec ansässige und anfangs staatlich geführte Unternehmen produzierte ab 1971 vor allem Elektrofahrzeuge für den Einsatz auf Golfplätzen. Ein Großteil der Produktion ging nach der Fertigstellung direkt in die USA und nach Kanada. Zwischen 1981 und 1983 brach jedoch aufgrund des in Polen ausgerufenen Kriegsrechts und des darauffolgenden Embargos der USA gegen Polen der Absatz schlagartig ein. Daraufhin wurde die Produktpalette von Melex erweitert und ein Fokus auf den europäischen Markt gelegt.
Nach dem politischen Systemwechsel in Polen wurde 1993 das Unternehmen schrittweise privatisiert. 2004 übernahm schließlich das Investorenehepaar Andrzej und Dorota Tyszkiewicz die Marke und den Betrieb des Unternehmens.
Heute stellt Melex vor allem Leichtelektromobile für den Transport von Personen, Gepäck und Versandgut her. Zudem hat sich die Marke in Polen durch ihren hohen Bekanntheitsgrad als Gattungsname verselbständigt.

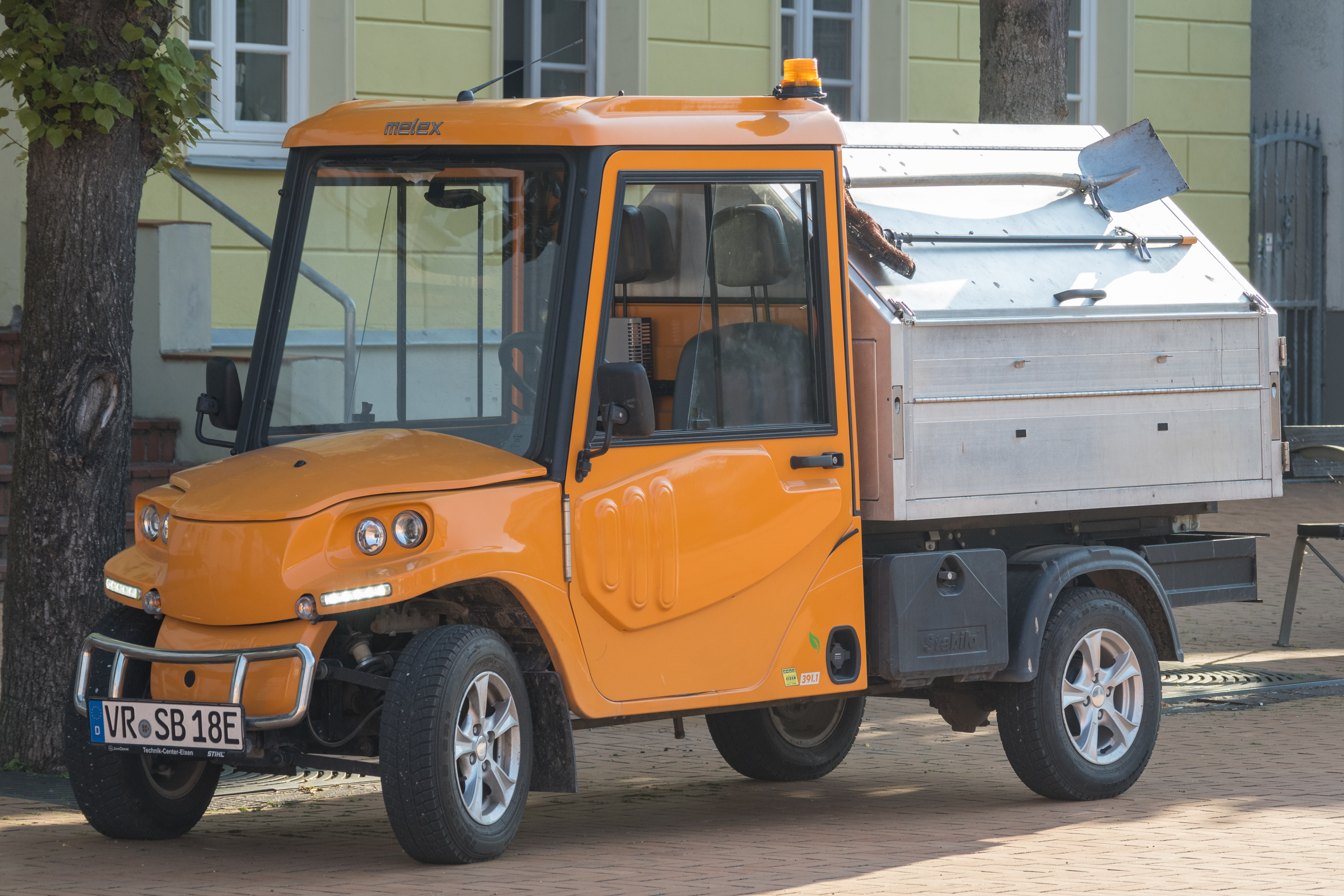
Melex 3 N. Model 391.1 im Kommunaleinsatz in Barth (Vorpommern)
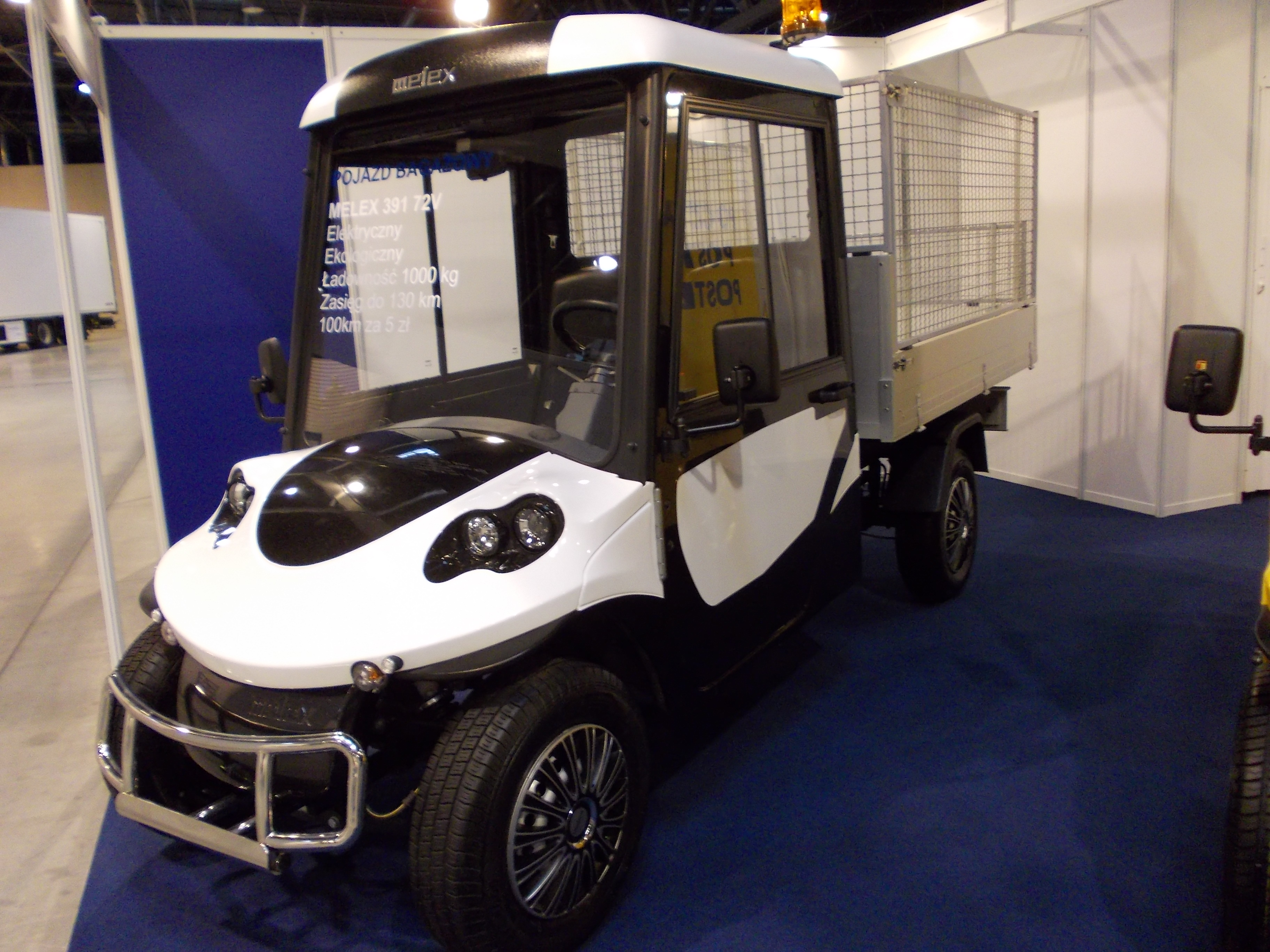
Kleinlastermodell auf einer Messeschau
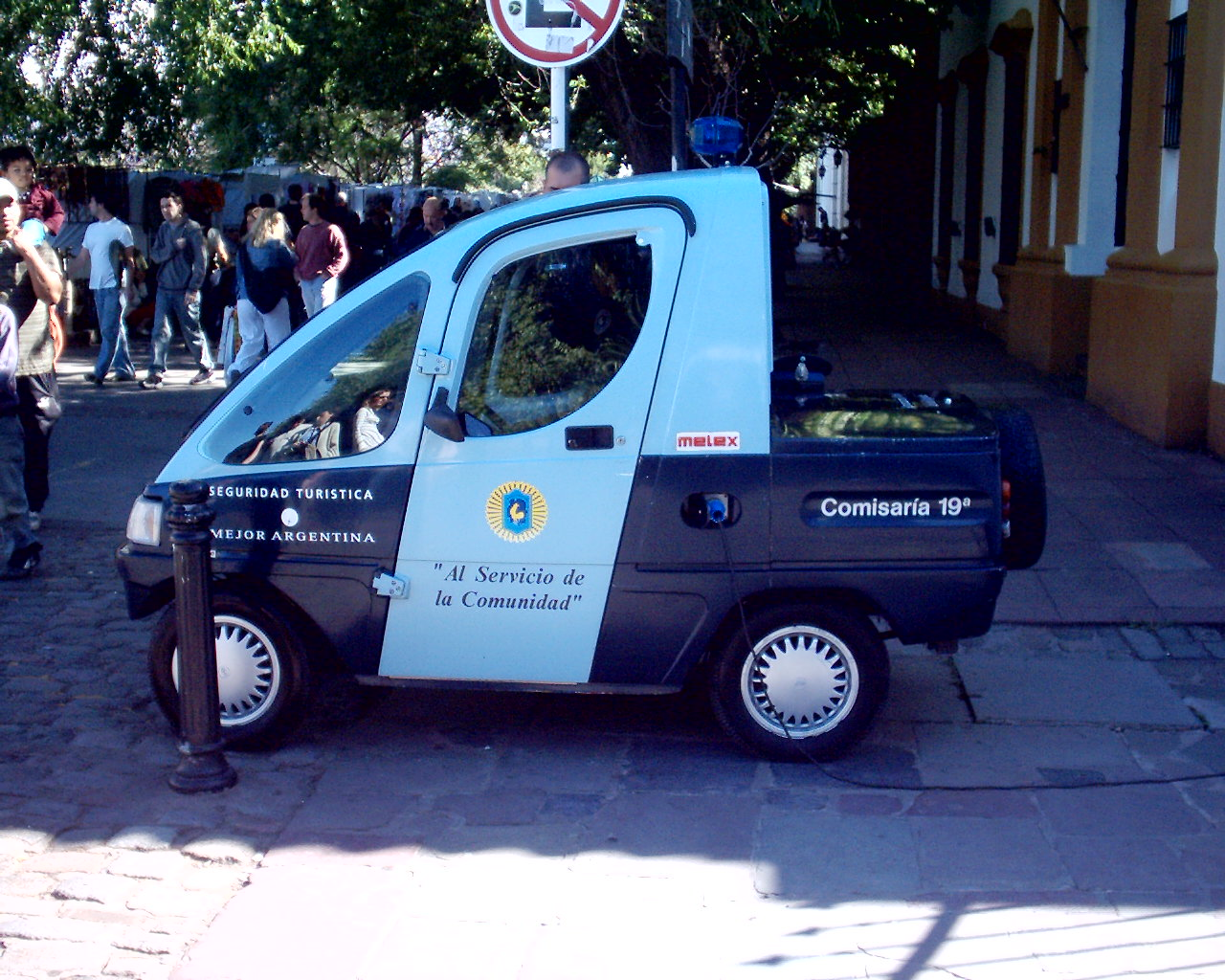
Personenmodell für die argentinische Polizei